# Blackpool FC
Blackpool FC is een Engelse voetbalclub uit Blackpool. De club komt uit in de League One en speelt zijn thuiswedstrijden op Bloomfield Road. De club werd in 1896 toegelaten tot de Football League, maar werd in 1899 daar weer uit verwezen. Een jaar later werden ze echter weer toegelaten. Tot en met het seizoen 2009/10 heeft Blackpool 100 opeenvolgende seizoenen in de Football League gespeeld. In dit seizoen werd promotie naar de Premier League afgedwongen door de Championship-play-offs van Cardiff City te winnen. Het was het debuut van Blackpool in de Premier League en de eerste verschijning op het hoogste podium sinds 1971. De promotie was de kroon op de opmars die de club doormaakte, door in negen seizoenen vier keer te promoveren. Blackpool was de eerste club in het Engelse voetbal die uit alle vier de divisies wist te promoveren via de play-offs.
Blackpool speelt al sinds 1901 op Bloomfield Road. De meest gebruikte bijnamen zijn The Seasiders, omdat Blackpool aan zee ligt, The 'Pool, omdat dit een afkorting is van de naam, en The Tangerines, dit vanwege de kleur van het thuisshirt, een kleur die vaak verward wordt met oranje. Het motto van de club is progress, zoals te zien is in het clublogo. De grote rivaal is Preston North End, met wie ze de West Lancashire-derby uitvechten.
De meest opmerkelijke prestatie van Blackpool was het winnen van de FA Cup in 1953, de zogenaamde "Matthews finale", waarin Bolton Wanderers met 4-3 verslagen werd. Hierin werd een 1-3-achterstand omgebogen in de laatste minuten van de wedstrijd. Tijdens die naoorlogse periode bereikte Blackpool drie keer de FA Cup-finale in zes jaar tijd en waren ze verschillende keren dicht bij het winnen van het Championship. De hoogste eindklassering werd behaald in het seizoen 1955/56, toen de club tweede werd. Ook voorzagen ze het nationale elftal van veel spelers, opmerkelijk was de wedstrijd in 1953 toen vier spelers van Blackpool hun opwachting maakten in de basiself tegen Hongarije op Wembley, waarop de Daily Mirror schreef: "Blackpool FC speelt vandaag tegen Hongarije". De minst succesvolle periode vond plaats in de jaren 80, in 1982/83 eindigde Blackpool 21e in de laagste competitie van Engeland, hun laagste plaats ooit.
Blackpool staat 25e op de ranglijst van meest succesvolle Engelse clubs.
Van 2009 tot 2012 was Ian Holloway trainer van Blackpool. Hij leidde ze naar de Premier League tijdens zijn eerste seizoen in dienst van de club. De club eindigde echter op de voorlaatste plaats, waardoor het degradeerde naar het Championship.
In het seizoen 2014/15 degradeerde de club vanuit het Championship naar de League One. In het daaropvolgende seizoen 2015/16 degradeerde de club ook uit de League One naar de vierde profdivisie van Engeland, de League Two, na het seizoen als nummer 22 te hebben afgesloten. In het seizoen 2016/17 eindigde Blackpool weliswaar op de zevende plaats maar wist zich via de promotie play-offs alsnog weer te kwalificeren voor de League One. In 2021 promoveerde de club weer naar de Championship, om daar na twee seizoenen weer uit te degraderen.

## Erelijst
- FA Cup

Winnaar: 1953
Finalist: 1948, 1951
- Football League Trophy

Winnaar: 2002, 2004

## Eindklasseringen vanaf 1946/47
- 1947 5e
First Division
- 1948 9e
First Division
- 1949 16e
First Division
- 1950 7e
First Division
- 1951 3e
First Division
- 1952 9e
First Division
- 1953 7e
First Division
- 1954 6e
First Division
- 1955 19e
First Division
- 1956 2e
First Division
- 1957 4e
First Division
- 1958 7e
First Division
- 1959 8e
First Division
- 1960 11e
First Division
- 1961 20e
First Division
- 1962 13e
First Division
- 1963 13e
First Division
- 1964 18e
First Division
- 1965 17e
First Division
- 1966 13e
First Division
- 1967 22e
First Division
- 1968 3e
Second Division
- 1969 8e
Second Division
- 1970 2e
Second Division
- 1971 22e
First Division
- 1972 6e
Second Division
- 1973 7e
Second Division
- 1974 5e
Second Division
- 1975 7e
Second Division
- 1976 10e
Second Division
- 1977 5e
Second Division
- 1978 20e
Second Division
- 1979 12e
Third Division
- 1980 18e
Third Division
- 1981 23e
Third Division
- 1982 12e
Fourth Division
- 1983 21e
Fourth Division
- 1984 6e
Fourth Division
- 1985 2e
Fourth Division
- 1986 12e
Third Division
- 1987 9e
Third Division
- 1988 10e
Third Division
- 1989 19e
Third Division
- 1990 23e
Third Division
- 1991 4e
Fourth Division
- 1992 5e
Fourth Division
- 1993 18e
Second Division
- 1994 10e
Second Division
- 1995 12e
Second Division
- 1996 3e
Second Division
- 1997 7e
Second Division
- 1998 12e
Second Division
- 1999 14e
Second Division
- 2000 22e
Second Division
- 2001 7e
Third Division
- 2002 16e
Second Division
- 2003 13e
Second Division
- 2004 14e
Second Division
- 2005 16e
League One
- 2006 19e
League One
- 2007 3e
League One
- 2008 19e
Championship
- 2009 16e
Championship
- 2010 6e
Championship
- 2011 19e
Premier League
- 2012 5e
Championship
- 2013 15e
Championship
- 2014 20e
Championship
- 2015 24e
Championship
- 2016 22e
League One
- 2017 7e
League Two
- 2018 12e
League One
- 2019 10e
League One
- 2020 13e
League One
- 2021 3e
League One
- 2022 16e
Championship
- 2023 23e
Championship
- 2024 8e
League One
- 2025 9e
League One

- First Division
- Second Division
- Third Division
- Fourth Division
- Premier League
- Championship
- League One
- League Two

ⓘ In 1992 invoering van de Premier League en opheffing van de Fourth Division; in 2004 opheffing van de First, Second en Third Division.

## Bekende (oud-)spelers
- Charlie Adam
- Grant Holt
- Tom Ince
- Callum McManaman
- Ludovic Sylvestre
- Andy Wilkinson
- Francesco Carratta
- Faris Haroun
- Jonathan Legear
- Jeffrey Rentmeister

## Trainer-coaches
- Frank Buckley (1923-1927)
- Joe Smith (1935-1958)
- Stan Ternent (1979-1980)
- Alan Ball (1980-1981)
- Jimmy Mullen (1989-1990)
- Sam Allardyce (1994-1996)
- Gary Megson (1996-1997)
- Nigel Worthington (1997-1999)
- Mick Hennigan en  Mike Davies (1999-2000)
- Steve McMahon (2000-2004)
- Colin Hendry (2004-2005)
- Simon Grayson (2005-2008)
- Tony Parkes (2008-2009)
- Ian Holloway (2009-2012)
- Steve Thompson (2012)
- Michael Appleton (2012-2013)
- Steve Thompson (2013)
- Paul Ince (2013-2014)
- Barry Ferguson (2014)
- José Riga (2014)
- Noel Blake (2014)
- Lee Clark (2014-2015)
- Neil McDonald (2015-2016)
- Gary Bowyer (2016-)